# Флоричены
Флоричены (рум. Floriceni, Флоричень) — село в Сорокском районе Молдавии. Наряду с селом Старые Каинары входит в состав коммуны Старые Каинары.

## География
Село расположено на высоте 195 метров над уровнем моря.

## Население
По данным переписи населения 2004 года, в селе Флоричень проживает 221 человек (114 мужчин, 107 женщин).
Этнический состав села:
| Национальность | Число жителей | Процентный состав |
| -------------- | ------------- | ----------------- |
| молдаване      | 215           | 97,29             |
| украинцы       | 6             | 2,71              |
| Всего          | 221           | 100 %             |